# Wivenhoe Cross
Wivenhoe Cross is een wijk in Wivenhoe, in het bestuurlijke gebied Colchester, in het Engelse graafschap Essex. In 2001 telde de wijk 4146 inwoners.